# ベクターSP1
ベクターSP1は南アフリカ共和国のヴェクター・アームズが開発した自動拳銃。

## 概要
ベレッタM92およびその南アフリカコピーであるベクターZ88を原型に、小型の排莢孔にするなどスライドを強化し、その他トリガーやセイフティレバーを改良している。
SP1は9mmパラベラム弾を使用するが、SP2は.40S&W弾を使用する。

## 運用国
- 南アフリカ共和国 - 南アフリカ国防軍および南アフリカ警察（英語版）が使用。
- マレーシア　……マレーシア警察および陸軍特殊部隊が使用。
- ペルー ……空軍が使用。

## 登場作品

### 映画
『A KITE カイト』
サワおよびアカイが使用。カスタムモデル。
『エリジウム』
マックス・ダ・コスタおよびフリオが使用。
『沈黙の傭兵』
傭兵部隊が使用。
『ハンナ (映画)』
ハンナが脱獄時に使用。